# Русское Общество Электротехнического завода

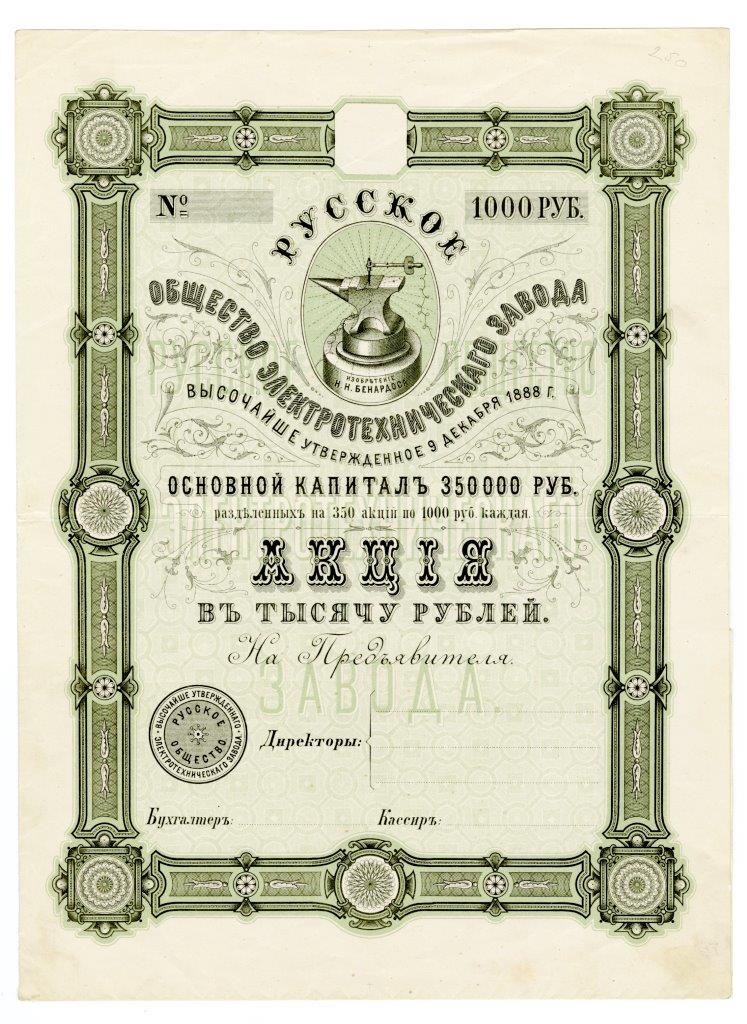
Бланк акции на предъявителя номиналом 1000 руб. «Русского Общества Электротехнического завода Н. Н. Бенардоса». Санкт-Петербург, 1888 год.

«Русское Общество Электротехнического завода Н. Н. Бенардоса» — нереализованный проект по созданию акционерного общества в Российской империи, инициированный известным русским инженером Николаем Николаевичем Бенардосом, изобретателем электрической дуговой сварки.
В 1881 году Н. Н. Бенардос разработал метод дуговой сварки металлов угольным электродом, названный им «Электрогефестъ». Это изобретение принесло ему мировую известность, однако из-за постоянных финансовых затруднений он не мог оперативно патентовать и внедрять свои разработки. В России привилегия (патент) № 11982 на способ «Электрогефестъ» была выдана 31 декабря 1886 года.
Для привлечения капитала с целью коммерциализации своего изобретения Н. Н. Бенардос предпринял попытку учреждения акционерного общества. Планировалось, что основной капитал «Русского общества Электротехнического завода» составит 350 тыс. руб., разделённых на 350 акций на предъявителя номиналом 1000 руб. каждая. Были даже отпечатаны бланки акций, на которых в логотипе указывалось: «изобретение Н. Н. Бенардоса».
Однако этот проект не был реализован, и «Русское Общество Электротехнического завода» так и не начало свою деятельность. Для получения патентов и продвижения «Электрогефеста» за рубежом (во Франции, Бельгии, Великобритании, Германии, Швеции, Италии, Испании, США, Австро-Венгрии) Н. Н. Бенардосу пришлось привлечь в качестве партнёра и соавтора патентов состоятельного инженера и предпринимателя Станислава Антоновича Ольшевского, владельца доходных домов в Санкт-Петербурге и Варшаве, который профинансировал расходы.